# Rocca Pia
Rocca Pia è un comune italiano di 166 abitanti della provincia dell'Aquila in Abruzzo. Fa parte del parco nazionale della Maiella ed è stato parte della comunità montana Alto Sangro e altopiano delle Cinquemiglia fino alla soppressione di quest'ultima, avvenuta nel 2013.

## Geografia fisica
Il comune è compreso nell'alta valle del Gizio. Fa parte del comune di Rocca Pia quasi tutto l'altopiano delle Cinquemiglia. La fama di questo altopiano deriva dal fatto che attraversarlo d'inverno era proibitivo per le condizioni meteorologiche avverse. Infatti capitava spesso che morissero persone avventuratesi sull'altipiano e incappate in una bufera di neve. Si ricorda nel febbraio del 1528 la morte di trecento soldati appartenenti alla "lega santissima" della Repubblica di Venezia che erano andati a combattere contro Carlo V d'Asburgo e, nel marzo dell'anno successivo, di cinquecento soldati tedeschi, all'ordine del principe d'Orange Filiberto di Chalon, mentre tornavano dall'Aquila.

## Storia
Le prime notizie riguardanti Rocca Pia risalgono intorno al X secolo allorché il duca di Spoleto, passando da queste parti, donò ai monaci volturnensi la chiesa di San Marcello in loco Florine, i cui resti sono ancora visibili nei pressi dell'abitato di Rocca Pia. Il paese ha avuto diverse denominazioni: inizialmente era Florina, ma ben presto venne chiamato Vallescura o Rocca Valleoscura, da quando venne costruito il castello verso il XIII secolo. La denominazione trae origine dal fatto che il paese è posto in una stretta valle esposta a nord e circondata da alte montagne.
Quando il Regno di Napoli, di cui faceva parte il villaggio, passò sotto il dominio dei francesi con Gioacchino Murat, il paese prese il nome di Rocca Letizia in onore della madre di Napoleone Bonaparte. Questo nome, comunque, non venne pressoché mai usato perché con il ritorno di Ferdinando di Borbone venne annullato il decreto di Murat e ritornò l'antico nome di Vallescura.
Il 21 ottobre 1860 a Vittorio Emanuele II di Savoia, in viaggio per Teano dove incontrò Giuseppe Garibaldi, fu domandata la grazia che cambiasse il nome al paese. Il re, per affetto a sua figlia Maria Pia, regina del Portogallo, dalla quale aveva ricevuto una lettera in quel giorno, ribattezzò Rocca Valleoscura in Rocca Pia.
In occasione del 150º anniversario dell'Unità d'Italia, una delegazione dei monarchici che hanno cura delle spoglie dei reali sabaudi presso il Pantheon a Roma ha voluto erigere un cippo commemorativo in onore di Vittorio Emanuele II che passò, appunto, lungo la via degli Abruzzi.

### Simboli
Lo stemma e il gonfalone sono stati concessi con decreto del presidente della Repubblica del 16 novembre 1994. Il profilo araldico dello stemma è il seguente:
Il gonfalone è un drappo di giallo.

## Monumenti e luoghi d'interesse

### Architetture religiose
Chiesa parrocchiale di Santa Maria Maggiore
L'edificio di culto originario è risalente al XIII secolo e fu modificata nel XVI secolo. Distrutta nel corso della seconda guerra mondiale, nella notte di Natale del 1943, la chiesa fu successivamente ricostruita. Ha un impianto rettangolare, con facciata gotica, abbellita da rosone e portale rinascimentale. La parte retrostante ha un accenno di abside, spezzato però dalle case che attorniano l'edificio. Il campanile è quadrangolare. L'interno, a navata unica, ha sobrie decorazioni barocche e un dipinto dell'Assunta.

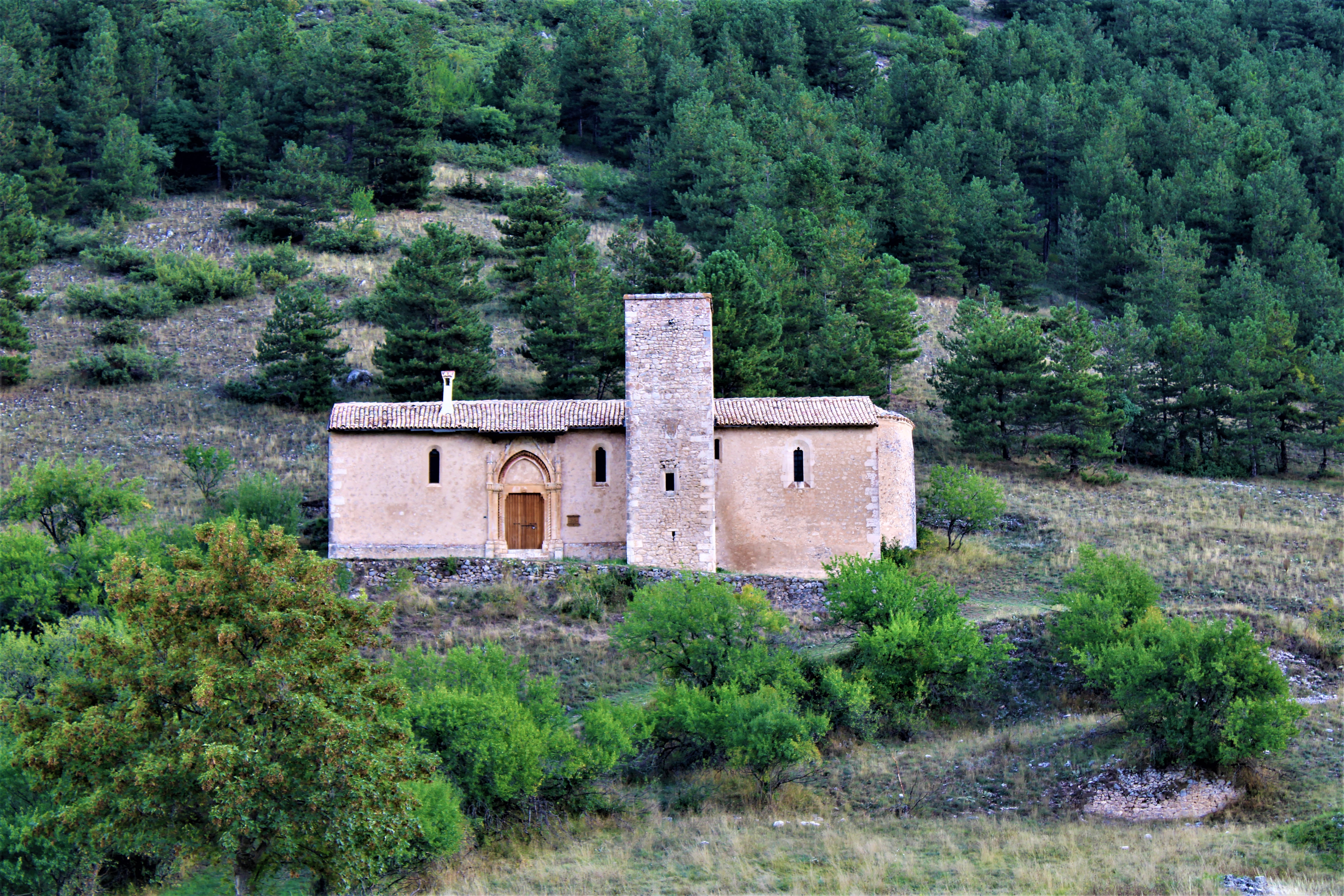
Chiesa rurale della Madonna del Casale
Chiesa di campagna, sita fuori dal paese. Si trova in località Colleguidone-Casale e fu costruita nel XIII secolo. Il portale gotico è datato 1315 ed ha una lunetta che un tempo era affrescata; e rimane un rilievo dell'agnello crocifisso. Sulle mura in pietra della pianta rettangolare ci sono graffiti dei viandanti e dei transumanti, databili dal XVII secolo alla metà del XIX secolo, quando i piemontesi assediarono i briganti asserragliati a Rocca Pia dopo l'Unità d'Italia. Il campanile laterale è un torrione di avvistamento, forse risalente all'epoca normanna. L'interno a navata unica possiede presbiterio e abside semicircolare, con un affresco medievale dell'Annunciazione. Altri affreschi mostrano scene del Nuovo Testamento.
Chiesa di San Rocco
Risale al XVII secolo ed è situata nella parte bassa all'ingresso del borgo.
Chiesetta della Madonna delle Grazie
Risale al XVI secolo e si trova nella parte alta fuori dal paese.

### Architetture civili
Palazzo Fidei
È stata la residenza ducale dei proprietari del borgo, costruito nel XVI secolo, dopo l'abbandono del castello. Il palazzo a pianta rettangolare è realizzato in pietra, con finestre strette che ricordano lo stile gotico. In passato era fortificato, come dimostra la torre di avvistamento laterale, ora divenuta torre dell'orologio.

### Architetture militari
Torre del castello di Valleoscura
Il castello fu costruito su uno sperone roccioso che sovrasta il paese. Fu costruito in epoca normanna (XI secolo) e poi posseduto, assieme al feudo, dalla diocesi di Valva. Nel 1173 il feudo fu donato a Gualtiero di Girardo dal conte Oddone di Pettorano sul Gizio; successivamente, nel XIII secolo, il castello è citato nel Catalogus baronum. Nel XV secolo fu possesso dei Caldora e dei Cantelmo. In seguito iniziò a decadere, perché nel borgo era stato costruito un nuovo palazzo ducale. Del castello rimangono solo rovine, ma è leggibile la pianta triangolare con torri di difesa. Una porzione del torrione normanno è sita nell'avamposto superiore, mentre una torre di epoca dei Cantelmo è ben conservata: pianta circolare a scarpa, con merlature e beccatelli superiori. Si conservano anche porzioni delle mura.

## Società

### Evoluzione demografica
Abitanti censiti

## Cultura

### Musei
- Museo civico di documentazione storico-ambientale

### Cucina
Piatti quali gli gnocchi agli orapi, la pecora alla callara e la zuppa con le lenticchie rappresentano la cucina tipica di Rocca Pia.

## Amministrazione
| Periodo           | Periodo           | Primo cittadino     | Partito                                                                                                   | Carica  | Note                 |
| ----------------- | ----------------- | ------------------- | --- | ------- | -------------------- |
| 21 giugno 1985    | 8 novembre 1992   | Domenico Savocchio  | Partito Comunista Italiano (1985-1990) Partito Socialista Italiano (1990-1992)                            | Sindaco | [ 12 ]               |
| 8 novembre 1992   | 14 giugno 2004    | Domenico Ventura    | Partito Socialista Italiano (1992-1995) Lista civica di centro-sinistra Insieme per Rocca Pia (1995-2004) | Sindaco | [ 12 ] [ 14 ] [ 15 ] |
| 14 giugno 2004    | 30 marzo 2010     | Silvino Tabacco     | Lista civica di centro-destra                                                                             | Sindaco | [ 16 ]               |
| 30 marzo 2010     | 22 settembre 2020 | Mauro Leone         | Lista civica Uniti per Rocca Pia (2010-2015) Lista civica Insieme per Rocca Pia (2015-2020)               | Sindaco | [ 17 ] [ 18 ]        |
| 22 settembre 2020 | in carica         | Pasquale Berarducci | Lista civica Rocca Pia tradizione e futuro                                                                | Sindaco | [ 1 ]                |